# Бурдиха (река)
Бурдиха — небольшая река в России, протекает в Ивановской области. Устье реки находится по правому берегу реки Ухтохма.
Исток реки теряется в лесах юго-западнее села Чернцы. По реке находятся населённые пункты Кунятиха и Авдотцино.
Не судоходна.